# La Nance
La Nance är en ort i Mexiko.   Den ligger i kommunen Cuautitlán de García Barragán och delstaten Jalisco, i den södra delen av landet, 600 km väster om huvudstaden Mexico City. La Nance ligger 624 meter över havet och antalet invånare är 107.
Terrängen runt La Nance är huvudsakligen kuperad, men åt sydväst är den platt. Runt La Nance är det glesbefolkat, med 13 invånare per kvadratkilometer. Närmaste större samhälle är La Resolana, 13,7 km norr om La Nance. I omgivningarna runt La Nance växer i huvudsak lövfällande lövskog.